# Мединя-Глоговська
Мединя-Глоговська (пол. Medynia Głogowska) — село в Польщі, у гміні Чорна Ланьцутського повіту Підкарпатського воєводства.
Населення — 1583 особи (2011).
У 1975-1998 роках село належало до Ряшівського воєводства.

## Демографія
Демографічна структура станом на 31 березня 2011 року:
|          | Загалом | Допрацездатний вік | Працездатний вік | Постпрацездатний вік |
| -------- | ------- | ------------------ | ---------------- | -------------------- |
| Чоловіки | 731     | 177                | 479              | 75                   |
| Жінки    | 852     | 173                | 475              | 204                  |
| Разом    | 1583    | 350                | 954              | 279                  |